# Sormano-observatoriet
Sormano-observatoriet (italienska Osservatorio Astronomico Sormano) är ett italienskt observatorium i närheten av Sormano, cirka 40 km nor om Milano.
Observatoriet finansierades av Gruppo Astrofili Brianza och invigdes 1987. De första fotograferade observationerna skedde i januari 1989 och visade Apollo-asteroiden 4179 Toutatis.
Efter det har flera asteroider upptäckts i Sormano. Fokus ligger på observationer och banberäkningar av jordnära objekt.
Observatoriets huvudinstrument är Cavagna-teleskopet, uppkallat efter amatörastronomen Marco Cavagna. Det är en Ritchey-Chrétien-astrograf, med en primärspegeldiameter av 50 cm.
Asteroiden 6882 Sormano är namngiven efter observatoriet och byn  Sormano.